# Kakaobohne

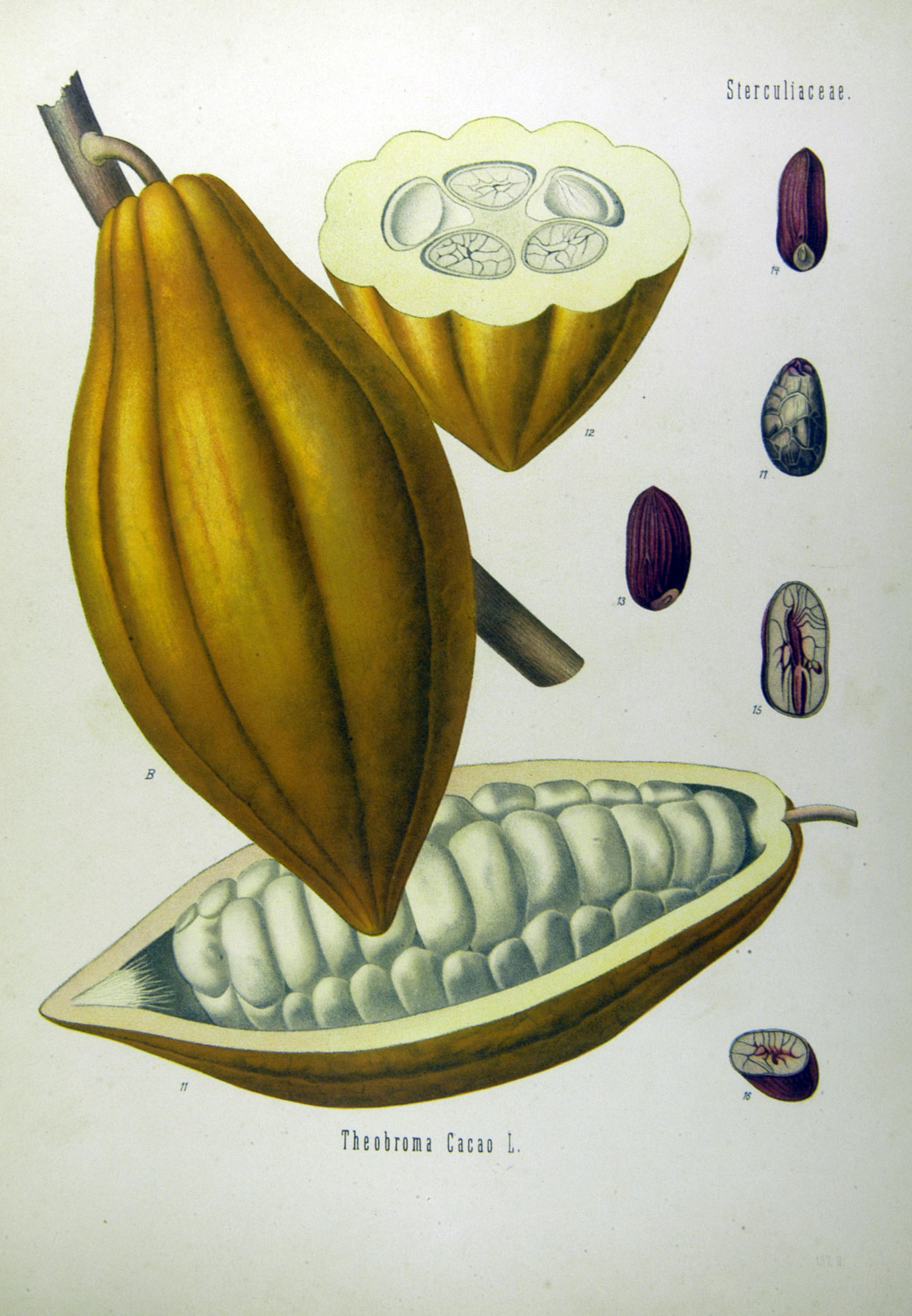
Frucht und Samen des Kakaobaums

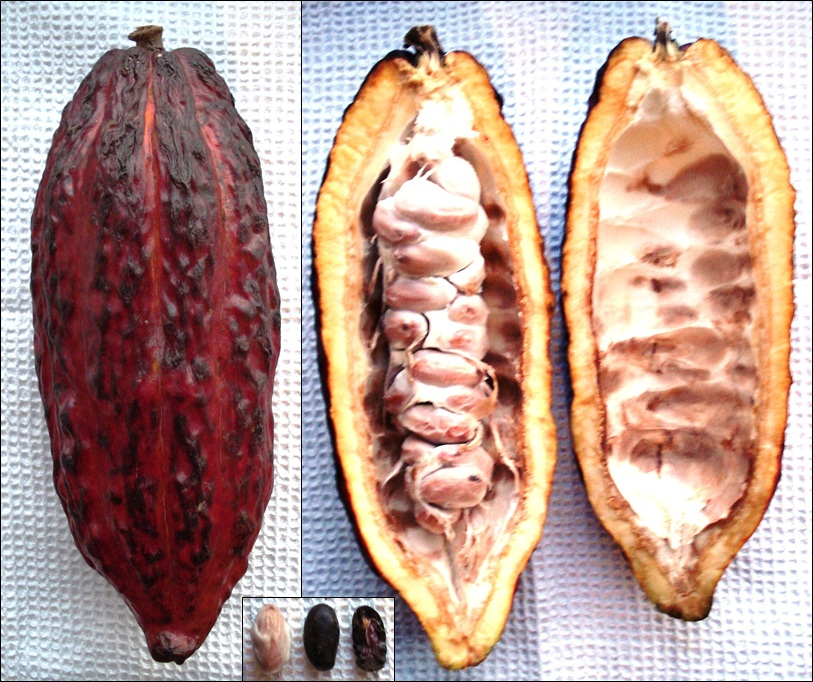
Kakaofrucht ganz und halbiert (mit bzw. ohne Kakaobohnen)
Kleines Bild unten: drei Kakaobohnen (roh, fermentiert, geröstet)

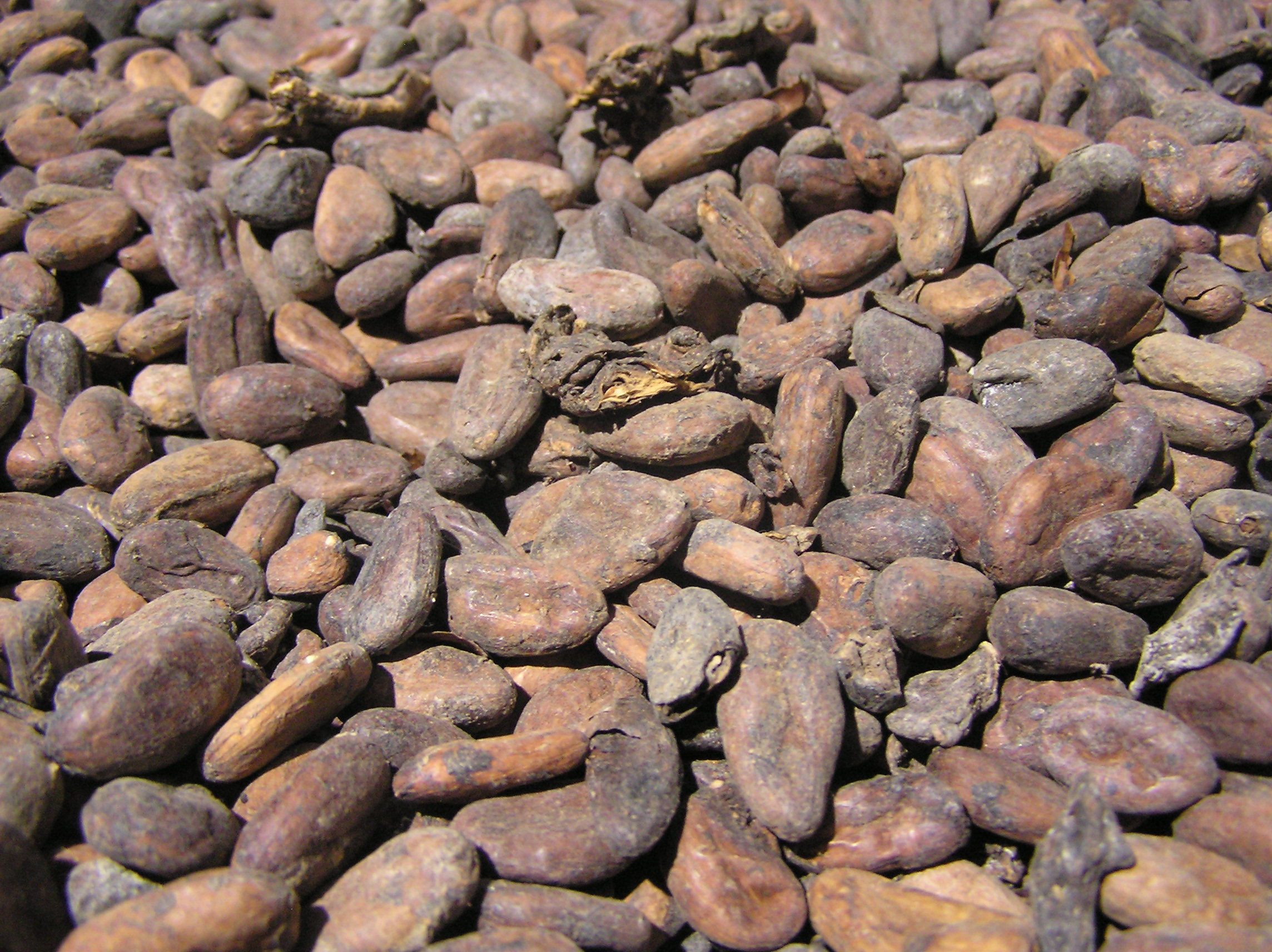
Kakaobohnen

Als Kakaobohnen bezeichnet man die Samen des Kakaobaumes. Sie sind in großer Anzahl (25–50) in der Frucht eingeschlossen, sind eiförmig, mehr oder weniger abgeflacht und im Allgemeinen violett oder rötlich. Ihre Hülle besteht aus einer dünnen, brüchigen Außenschale und einem feinen, weißlichen, inneren Häutchen, das den Kern umschließt, in ihn eindringt und ihn mehrfach unterteilt. Kakaobohnen haben einen etwas scharfen und bitteren Geschmack. Um diese Schärfe etwas zu mildern, ein besonderes Aroma zu entwickeln und das spätere Entfernen der Schale zu erleichtern, werden sie leicht fermentiert; sie können auch mit Wasserdampf behandelt und dann getrocknet werden. Kakaobohnen werden geröstet, um das Schälen zu erleichtern, den Kern mahlfähiger zu machen, die Bitterstoffe zu beseitigen und das Aroma zu verbessern. Danach werden die Bohnen durch Walzenbrecher zerkleinert und die Keime gelöst; durch weitere Bearbeitungen werden Schalen, Häutchen und Keime von den gebrochenen Kernen getrennt.

## Etymologie
Das Wort „Kakao“ kommt vom spanischen Wort „cacao“, das wiederum von cacahuatl aus der Sprache Nahuatl der Azteken stammt. Über das Spanische hat es seinen Weg in die anderen europäischen Sprachen genommen.

## Geschichte

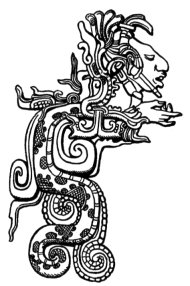
Die Gottheit Quetzalcoatl, Darstellung aus Yaxchilan

Siehe auch: Geschichte des Kakaogetränks
Obwohl die Kakaopflanze wahrscheinlich aus Südamerika stammt, beginnt die Geschichte des Anbaus in Mittelamerika. Funde von Gefäßen mit Anhaftungen von Theobromin legen eine Nutzung der Pflanze ab etwa 1000 v. Chr. nahe. Reste solcher Gefäße wurden nahe dem Ort Puerto Escondido in Honduras gefunden. Genutzt wurde allerdings wahrscheinlich nicht die Kakaobohne, sondern das zuckerhaltige Fruchtfleisch, das zu einem alkoholhaltigen Getränk vergoren wurde.
Die Azteken kannten die Pflanze seit dem 14. Jahrhundert, in dem sie als heilig galt und als Geschenk des Gottes Quetzalcoatl betrachtet und verehrt wurde. Die aus der Frucht gewonnenen Bohnen wurden allerdings nicht nur als Opfergabe verwendet, sondern auch als Zahlungsmittel und zur Zubereitung eines herben Gewürztrankes, der sich vom heute verbreiteten Kakaogetränk geschmacklich deutlich unterscheidet. Sein Name lehnt sich an den Gott Xocóatl an. Der Gewürztrunk war eine Mischung aus Wasser, Kakao, Mais, Vanille, Cayennepfeffer und etwas Salz. Als die spanischen Conquistadores im Jahr 1519 Mexiko eroberten und die Azteken unterwarfen, entdeckten sie sehr schnell, dass ihnen „Braunes Gold“ in die Hände gefallen war.
Mit der Verbreitung des Kakaogenusses in Europa verbreitete sich auch der Anbau des Kakaos in Plantagen unter Einsatz von Sklaven in den europäischen Kolonien. Im 17. Jahrhundert wurden zunächst die Regionen um Guayaquil in Ecuador und Caracas in Venezuela zu den Hauptproduktionsgebieten, gegen Ende desselben Jahrhunderts kamen Belém und Bahia (Brasilien) hinzu. Im 18. Jahrhundert wurde der Kakaoanbau in die Karibik und in die niederländischen Kolonien in Südamerika ausgeweitet.
Um 1900 war die von Portugal beherrschte Inselgruppe São Tomé und Príncipe größter Kakaoproduzent der Welt. Obwohl mittlerweile die Sklavenhaltung in allen relevanten Anbauländern verboten war, sorgten Berichte über das inoffizielle Fortbestehen von sklavereiähnlichen Bedingungen in São Tomé und Príncipe für Aufsehen in der Schokoladenindustrie. Dies führte zu einem Boykott des Kakaos aus São Tomé und Príncipe durch Cadbury und weitere große englische Schokoladenhersteller.

## Anbau und Erzeugung von Kakaobohnen

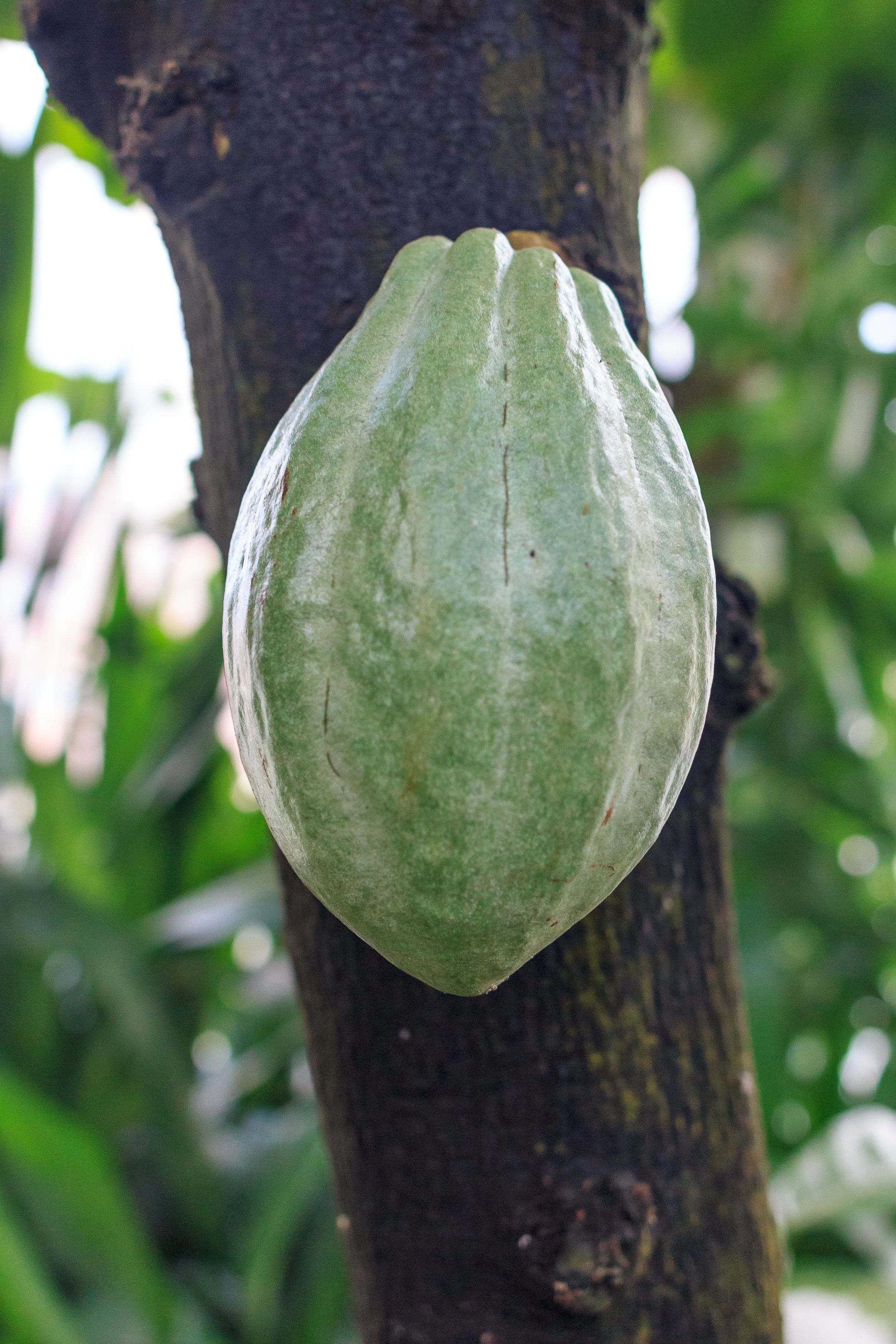
Junge Frucht des Theobroma cacao L.

Der Kakaobaum, ein langer, dünner Unterholzbaum mit glatten, schwertartigen Blättern, wurde vom Botaniker Carl von Linné Theobroma, „Speise der Götter“, genannt. Ob er dabei die Rolle des Kakaos in der aztekischen Kultur oder die ihm nachgesagten aphrodisischen Eigenschaften im Sinn hatte, ist nicht überliefert. Kakao war ursprünglich im Amazonasgebiet beheimatet, wird heute jedoch in tropischen Gebieten bis etwa 20 Grad nördlicher und südlicher Breite angebaut. Nur in diesem Gebiet ist das Klima ausreichend warm und feucht. Zusätzlich benötigt der Kakao neben hohen Temperaturen und Niederschlägen aber genug Schatten, unter direkter Sonneneinstrahlung kann er sich nicht im gewünschten Maße entwickeln. Diese noch aus dem amazonischen Regenwald stammende Eigenheit wird beim plantagenmäßigen Anbau durch eine Mischbepflanzung mit beispielsweise Kokospalmen, Bananenstauden, Kautschuk, Avocado oder Mango berücksichtigt, die dafür eingesetzten Pflanzen werden Kakaomütter genannt. Zum Teil eignen sich aber auch einheimische Waldbäume für den Zwischenstand. Damit wird weiterhin ein gewisser Windschutz erreicht. Der Wuchs wird durch die Schattenlage auf etwa sechs Meter Höhe begrenzt und die Ernte durch die begrenzte Höhe erleichtert. Ohne diese Maßnahme kann ein Kakaobaum bis zu 15 Meter hoch werden.
Bestäubt werden die Blüten nicht wie bei Kaffee und anderen Nutzpflanzen von Bienen, sondern von kleinen Mücken. Die Bestäubungsleistung ist gegenüber anderen Einflüssen wie Wasser- oder Stickstoffzufuhr sowie Lichteinfall der im Wesentlichen begrenzende Faktor. Eine Erhöhung der Bestäubungsrate von 10 % auf 40 % verdoppelte in Versuchen den Kakaoertrag.
Der immergrüne Kakaobaum blüht unter günstigen Voraussetzungen ganzjährig und trägt damit auch über das ganze Jahr Früchte. Im Alter von fünf bis sechs Jahren blüht er das erste Mal; ab 12 Jahren kann er den vollen Ertrag bringen. Die reifen, je nach Sorte grüngelben bis roten Früchte sind bis zu 30 cm lang und wiegen bis zu 500 Gramm. Sie enthalten bis zu 50 in das Fruchtfleisch eingebettete Samen, die umgangssprachlich als Kakaobohnen bezeichnet werden. In Plantagen wird Kakao zweimal im Jahr geerntet: das erste Mal zum Ende der Regenzeit bis zum Beginn der Trockenzeit, das zweite Mal zu Beginn der nächsten Regenzeit; dabei gilt die erste Ernte als hochwertiger.
In keinem anderen landwirtschaftlichen Produkt steckt mehr virtuelles Wasser als in Kakao.

### Ernte

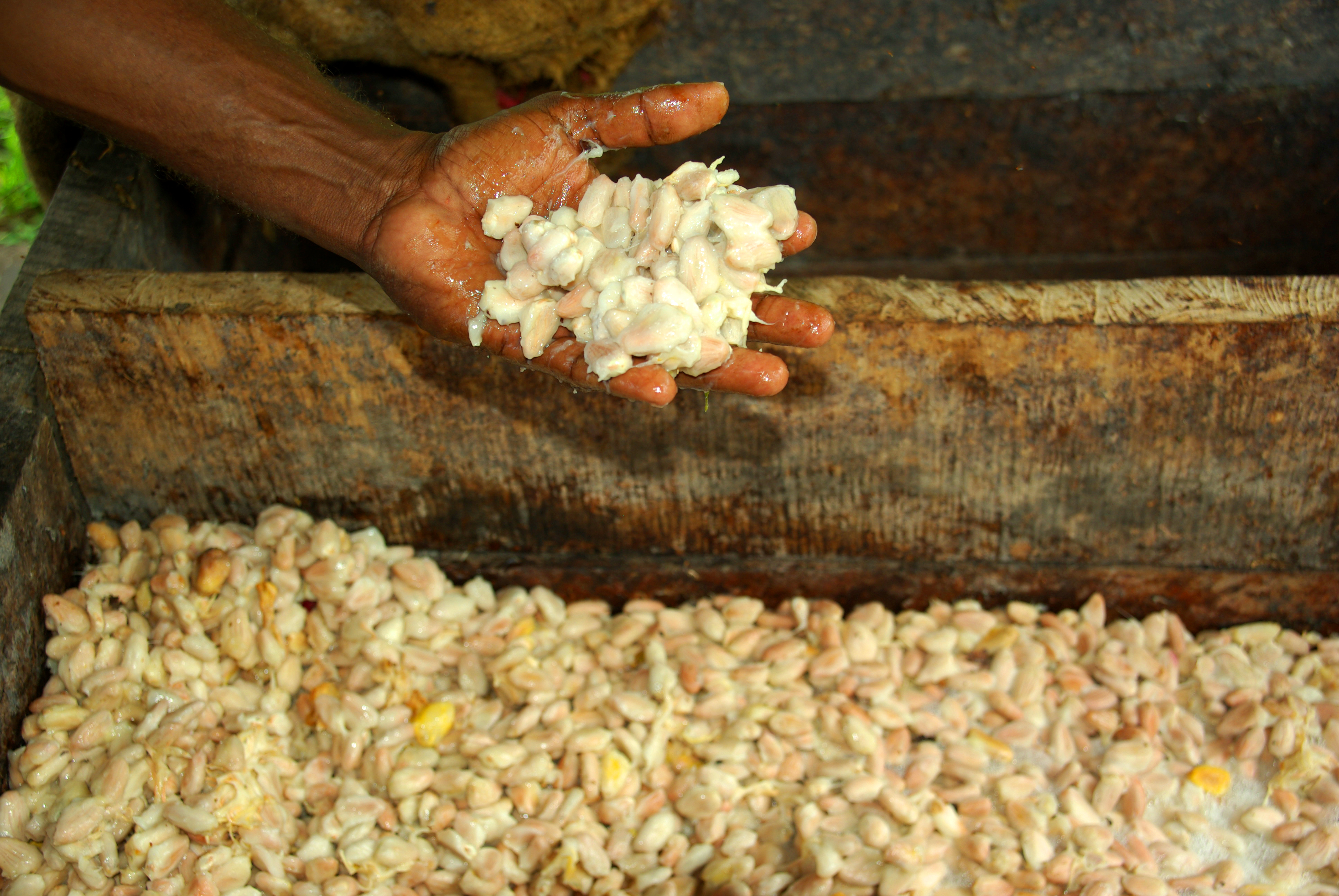
Kakaobohnen während der Fermentation

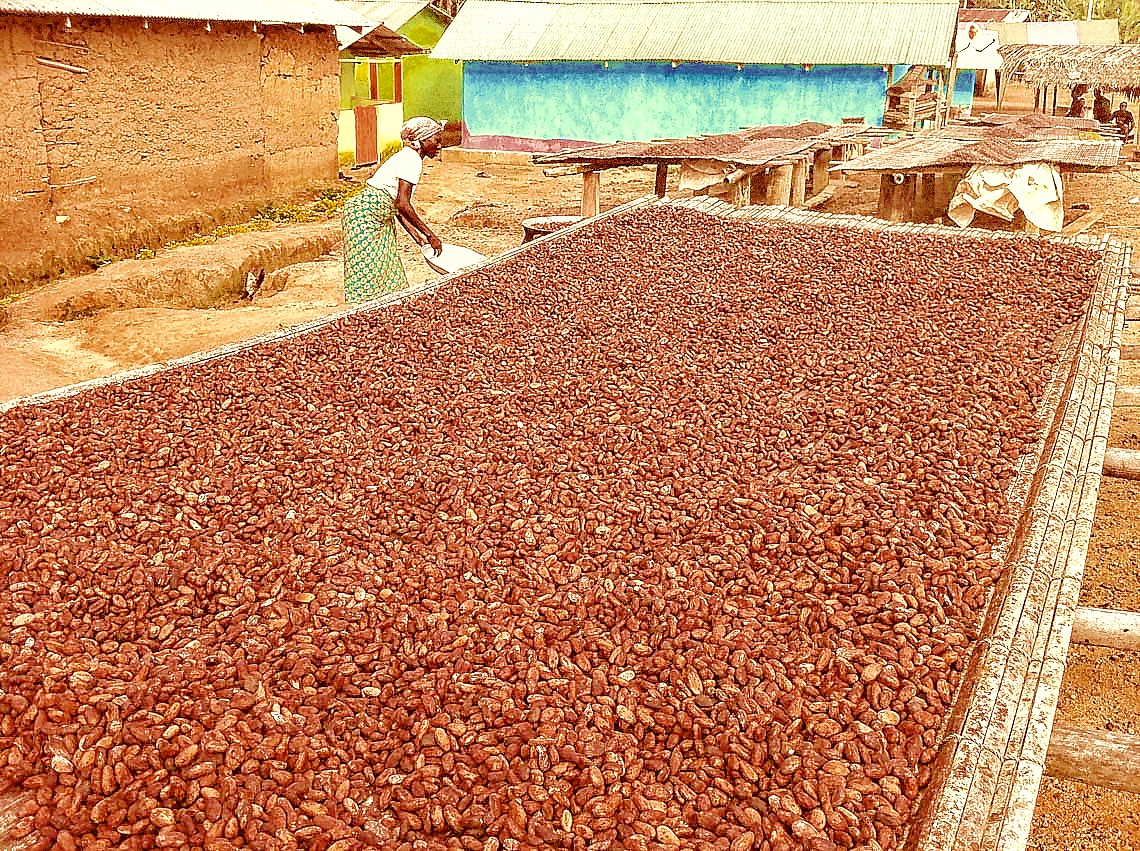
Trocknen von Kakaobohnen in Ghana

Kakaobäume werden bis zu zwölf Meter hoch, werden jedoch zur leichteren Ernte auf vier bis fünf Meter Höhe gestutzt. Jede der etwa 500 Gramm schweren ovoiden Früchte enthält 25 bis 50 Bohnen, welche in Längsreihen im Fruchtmus eingebettet sind.
- Die direkt am Stamm wachsenden Früchte werden mit Macheten vom Baum abgeschlagen. Dabei darf wegen des tropischen und damit krankheitsfördernden Klimas die Baumrinde nicht verletzt werden, um das Eindringen von Krankheitskeimen zu vermeiden.

### Physikalische Behandlung
Um aus den Samen des Kakaobaums, die einen hohen Gehalt an Bitterstoffen haben und noch nicht nach Schokolade schmecken, Kakao zu gewinnen, sind mehrere Schritte notwendig:
- Die geernteten Früchte werden mit Macheten aufgeschlagen und auf Bananenblättern ausgebreitet oder in Bottiche gefüllt. Das weiße, zuckerhaltige Fruchtfleisch, die Fruchtpulpe, beginnt daraufhin sehr schnell zu gären und entwickelt dabei Temperaturen von etwa 50 °C. Die beginnende Keimung der Samen wird durch den in der Gärung entstehenden Alkohol gestoppt, und die Bohnen verlieren einen Teil ihrer Bitterstoffe. Sie entwickeln während dieses etwa zehn Tage dauernden Vorgangs der Fermentation ihre typischen Geschmacks- und Aromastoffe sowie ihre Farbe.
- Die Trocknung erfolgt traditionell in der Sonne, auf Grund klimatischer Probleme in manchen Anbaugebieten aber auch in Trockenöfen. Die Trocknung in herkömmlichen Öfen ist allerdings umstritten, da ein eventuell auftretender Rauchgeschmack die Bohnen für die Schokoladenproduktion unbrauchbar machen kann. Dieses Problem wurde erst mit modernen Wärmetauscheranlagen gelöst.
- Die Bohnen haben nach dem Trocknen nur noch etwa 50 % ihrer ursprünglichen Größe und werden nun in Säcke verpackt und in schokoladenproduzierende Länder verschifft, die sich hauptsächlich in Europa und Nordamerika befinden, oder in einem geringeren Umfang direkt vor Ort zu Kakaomasse verarbeitet.
- Der erste Schritt der Weiterverarbeitung besteht im Rösten der Bohnen und dem anschließenden Brechen, um die Schalen vom Kern trennen zu können. Die Bruchstücke des Kerns heißen Kakao-Nibs und werden gelegentlich als Snack oder Zutat zum Backen und Kochen angeboten. Durch Mahlen der Nibs erhält man Kakaomasse, welche zu Schokolade verfeinert werden kann. Andernfalls wird durch das Pressen der Kakaomasse Kakaobutter abgetrennt und der verbleibende entölte Presskuchen kann weiter zu Kakaopulver vermahlen werden.

### Chemische Umsetzungen bei der Kakaofermentation
Bei der Fermentation wird ein Teil des Zuckers des Kakaofruchtfleisches und der Bohne zunächst zu Alkohol vergoren und dieser dann zu Essigsäure oxidiert. Die Essigsäure zersetzt das Pflanzenmaterial und setzt Aromastoffe frei. Beim anschließenden Trocknen wird die Essigsäure größtenteils entfernt.
Die gesundheitsschädlichen Gerbstoffe werden bei der Fermentation ebenfalls abgebaut.

### Dutch Process / Alkalisierung
Der Niederländer Coenraad Johannes van Houten entwickelte um 1830 den sogenannten Dutch process (auch Dutching), bei dem Kakao durch Behandlung mit Alkalien wie Kaliumcarbonat (Pottasche), Calciumhydroxid (Löschkalk) oder Natriumcarbonat (Soda, Na2CO3) besser wasserlöslich, dunkler in der Farbe sowie weicher im Geschmack wird, da sich Säure und Bitterkeit reduzieren. Das Produkt wird aufgrund der verbesserten Eigenschaften in vielen Produkten wie Schokolade oder Eiscreme eingesetzt. Der Prozess vermindert die Menge der im Kakao enthaltenen Antioxidantien. Neuere Studien zeigen, dass Kakaopulver und Schokolade trotz des Dutch-Processing immer noch eine hohe Konzentration an Polyphenolen enthalten.

## Wirtschaftliche Bedeutung

### Weltproduktion

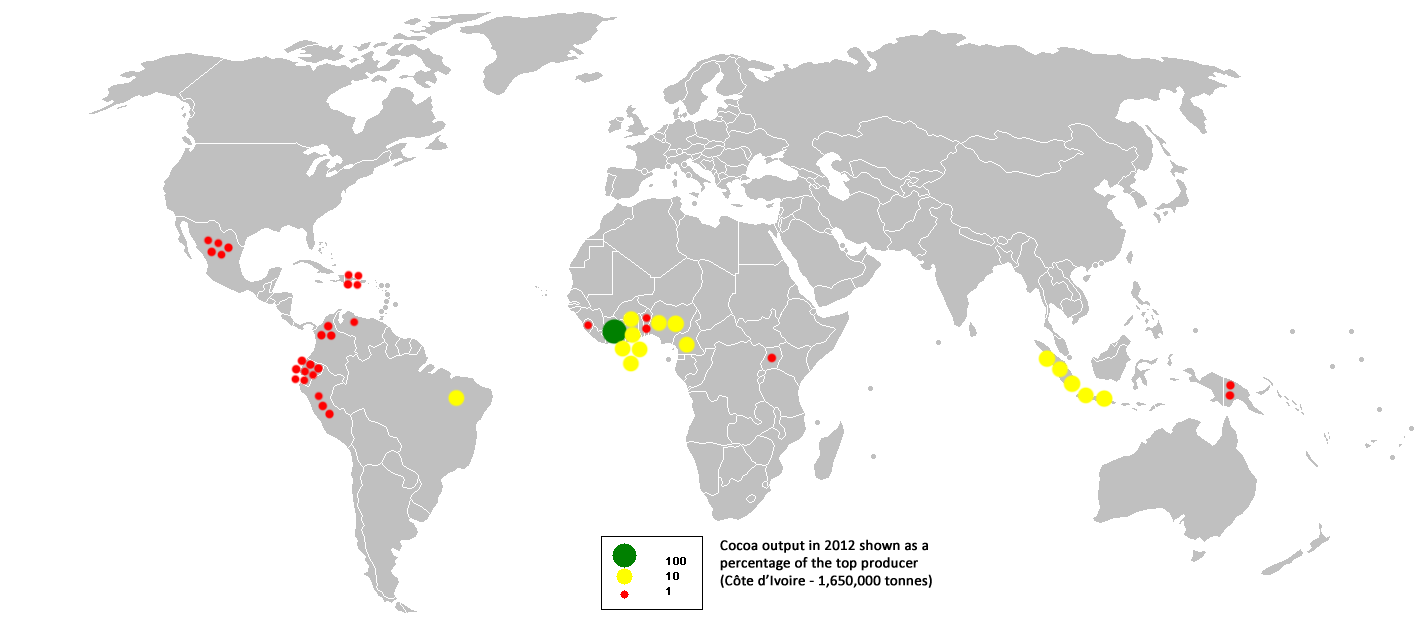
Welternte 2012 – im Verhältnis zu Elfenbeinküste

Im Jahr 2023 wurden laut FAO weltweit 5.600.100,42 Tonnen Kakaobohnen geerntet. Die zehn weltweit größten Produzenten von Kakaobohnen ernteten 2023 zusammen 93,0 % der Gesamtmenge. Im Jahr 2023 kamen 67,9 % aller Kakaobohnen aus Afrika, 16,7 % aus Südamerika und 12,2 % aus Asien.
| Rang | Land                    | Menge (in t) |
| ---- | ----------------------- | ------------ |
| 1    | Elfenbeinküste          | 2.377.442    |
| 2    | Ghana                   | 653.700      |
| 3    | Indonesien              | 641.741      |
| 4    | Ecuador                 | 375.719      |
| 5    | Brasilien               | 296.145      |
| 6    | Kambodscha              | 295.819      |
| 7    | Nigeria                 | 284.232      |
| 8    | Peru                    | 166.709      |
| 9    | Dominikanische Republik | 65.930       |
| 10   | Kolumbien               | 59.831       |
|      | Top Ten                 | 5.217.269    |

Die gesamte Anbaufläche weltweit betrug etwa 11,7 Millionen Hektar.
Der durchschnittliche Hektar-Ertrag belief sich dabei auf etwa 480,5 kg/ha.
Die Hauptanbaugebiete haben sich inzwischen von Mittelamerika nach Afrika verlagert, das Land mit der größten Kakaoproduktion der Welt ist die westafrikanische Elfenbeinküste, die 42,0 % der weltweiten Ernte des Jahres 2023 produzierte.

### Erzeugung und Handel
Der Anbau unterscheidet sich auf den verschiedenen Kontinenten deutlich. In Amerika wird der Kakao auf großen Plantagen angebaut, wodurch das natürliche Umfeld verloren geht und sich Monokulturen bilden können. In Afrika hingegen sind kleinbäuerliche Familienbetriebe die noch vorherrschende Produktionsform.
Laut Schwarzbuch Markenfirmen gehört Kakaoanbau zu den stark umstrittenen Aktivitäten globaler Unternehmen. Im Jahr 2007 veröffentlichte die Menschenrechtsorganisation Global Witness einen Bericht, dem zufolge Regierung wie Rebellen den Bürgerkrieg in der Elfenbeinküste mit Einkünften aus dem Kakaohandel finanziert haben. Die Löhne von Kleinbauern und Landarbeitern sind kaum existenzsichernd, Ausbeutung und Kinderarbeit (bis hin zu Kinderhandel und Sklaverei in Westafrika) sind verbreitet. Die USA als größter Importeur von Kakao aus der Elfenbeinküstenregion drohten auf Druck von Menschenrechtsorganisationen mit einem Embargo, 2001 wurde eine gemeinsame Erklärung unterzeichnet, in der man sich zur Abschaffung von Kinderhandel und Eindämmung von Kinderarbeit verpflichtete. Die im Protokoll festgehaltene Frist wurde nicht eingehalten, eine zweite Frist ist im Juni 2008 ausgelaufen.
Im Jahr 2009 entschlossen sich nach anhaltenden Kundenprotesten Cadbury UK und Nestle UK als erste große Unternehmen, für ihre Marken „Dairy Milk“ bzw. „Kit Kat“ Kakao aus Fairem Handel einzusetzen. TransFair e. V. hofft auf weitere Unternehmen, „um insbesondere in Westafrika gegen Landflucht, Monokulturen, illegale Kinderarbeit und Sklavenarbeit vorgehen zu können“. Die 778 t/a fair gehandelter Schokolade im Jahr 2009 machen aber immer noch nur einen kleinen Teil der Erntemenge von über 3.000.000 t/a aus.
2009 und 2010 führten Nachfrageerhöhungen, Produktionsrückgänge und Preisspekulationen durch Hedgefonds dazu, dass die Kakaopreise binnen zweieinhalb Jahren um 150 Prozent stiegen und neue Höchststände erreichten.
Der Preis je Tonne Kakao betrug Ende August 2012 etwa 1600 €; in den Jahren davor schwankte er ernte- und spekulationsabhängig zwischen 800 und 2700 €. Kakao wird (Stand 2014) in US-Dollar gehandelt; Kursschwankungen des Dollar beeinflussen also den Kakaopreis aus der Sicht aller Nicht-Dollar-Länder. Im Januar 2014 stieg der Kakaopreis auf über 2850 US-Dollar je Tonne.
Bis zum Jahr 2012 war der US-Konzern Cargill der weltgrößte Kakaoproduzent. Im Juli des gleichen Jahres übernahm das zweitgrößte Unternehmen auf diesem Gebiet, die Schweizer Gruppe Barry Callebaut, die Kakaosparte des Singapurer Unternehmens Petra Foods. Damit ist das Schweizer Unternehmen an Cargill vorbeigezogen. Doch nun will Cargill seinerseits die drittgrößte Gruppe auf diesem Gebiet, den US-amerikanischen Konzern Archer Daniels Midland für zwei Milliarden US-Dollar übernehmen. Damit lägen dann etwa 60 % der kakaoverarbeitenden Industrie in den Händen von zwei Konzernen.
Die Kakao produzierenden und konsumierenden Länder sind in der International Cocoa Organization organisiert.
Eine große Studie der Tulane University aus den Jahren 2013/14 ergab, dass die Zahl der Kinder, die in den Kakao-Plantagen arbeiten, stark gestiegen ist. Demnach arbeiteten in den Hauptanbaugebieten in Elfenbeinküste und Ghana rund 2,26 Millionen Kinder im Alter von 5 bis 17 Jahren zum größten Teil unter gefährlichen Bedingungen in der Kakaoproduktion. Laut einer Ende 2020 veröffentlichten Studie der Universität Chicago gehen in Elfenbeinküste und Ghana in der Kakaoproduktion mehr als 1,5 Millionen Minderjährige Kinderarbeit nach.
In Westafrika verdreifachte sich die Kakaoproduktion von 1990 bis 2020.

### Kakaosorten

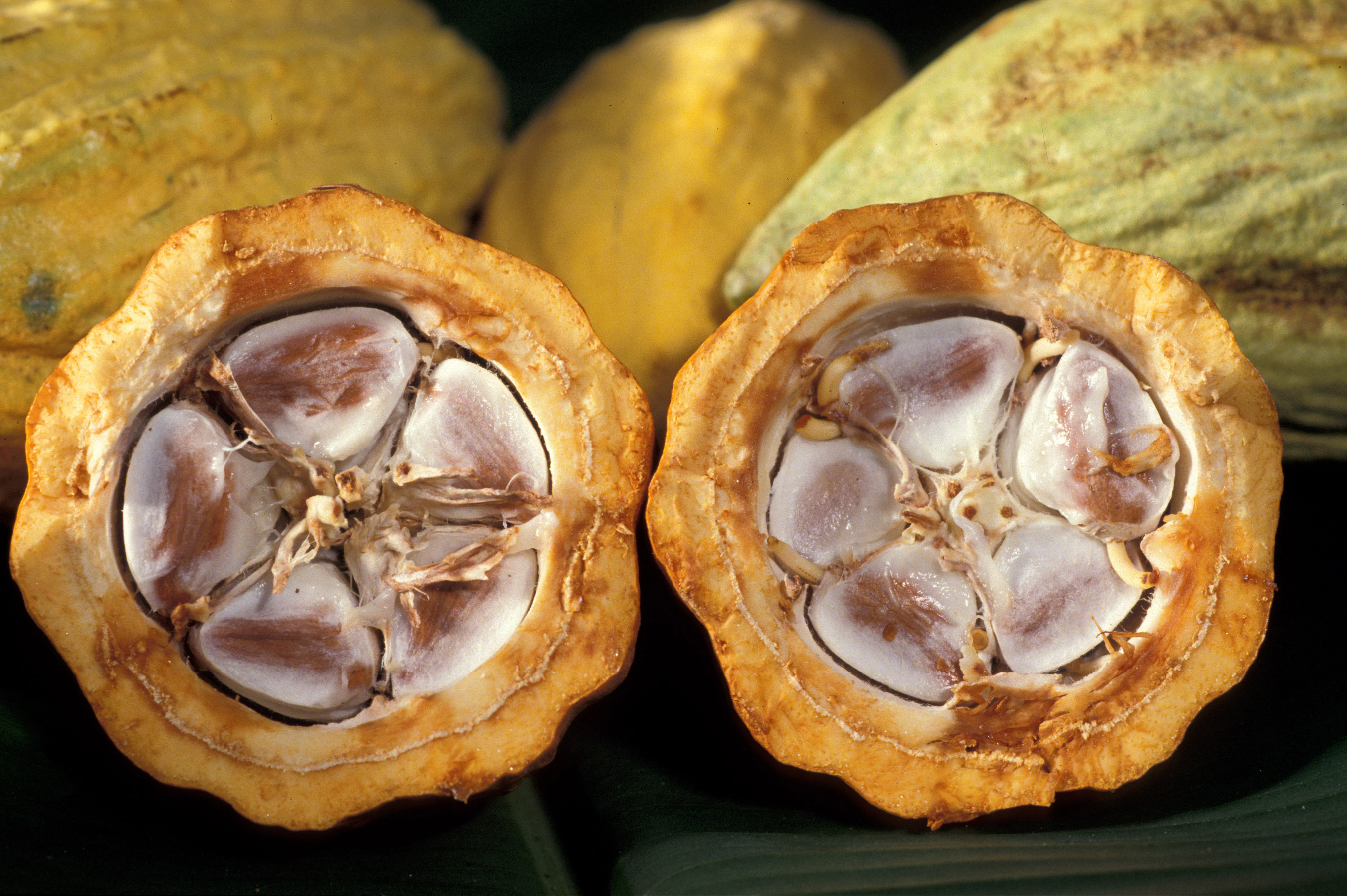
Querschnitt einer Kakaofrucht mit den innliegenden Kakaosamen/bohnen

Der Kakaohandel unterscheidet zwischen Konsumkakao und Edelkakao, was aber keine botanische Unterscheidung ist. Der Anteil des Edelkakaos an der Weltproduktion beträgt weniger als fünf Prozent.
Der in Europa importierte Kakao stammte ursprünglich fast ausschließlich aus Venezuela. Die in Venezuela einheimischen Kakaosorten bezeichnet man seither als „Criollo“ (span.: Einheimischer, Kreole), Kakaosorten, die später in Venezuela eingeführt wurden, als Forastero (span.: Fremdling). Der Forastero hat seinen Ursprung in den Urwäldern des Amazonas-Gebietes. Alle Varietäten des Kakaobaumes gehen wahrscheinlich auf diese beiden Grundtypen zurück. Für die später aus Trinidad eingeführten Pflanzen, bei denen es sich um Hybride aus Criollo und Forastero handelt, wählt man inzwischen die eigene Bezeichnung „Trinitario“. Darüber hinaus nimmt der Ecuador-Kakao unter den Forastero-Kakaos durch sein ausgeprägtes Aroma eine Sonderstellung ein; er wird auch als „Nacional“ bezeichnet und zählt als einziger Forastero zu den Edelkakaos.
Daher hat sich folgende Einteilung der Kakaosorten in vier Grundtypen etabliert:
- Criollo (zum Beispiel Ocumare)
- Trinitario (zum Beispiel Carupano)
- Nacional (zum Beispiel Arriba, Balao)
- Forastero (zum Beispiel Bahia)

Diese Einteilung sagt nichts über die genetische Verwandtschaft der Kakaosorten aus. Bei dem traditionell als Criollo bezeichneten venezolanischen Kakao handelt es sich nicht um eine reinerbige Varietät. Dieser heutige Criollo ist eher verwandt mit dem Trinitario. Ursprünglicher Criollo ist sehr selten und kommt nur in vereinzelten Regionen Venezuelas und Mittelamerikas vor.
Der Criollo gilt als der Edelste unter den Edelkakaos. Er ist in der Regel wenig säuerlich, kaum bitter und besitzt neben einem milden Kakaogeschmack ausgeprägte Nebenaromen. Die meisten Forasteros haben einen kräftigeren Kakaogeschmack, sind kaum aromatisch und teilweise bitter oder säuerlich. Dennoch besitzt der Forastero aufgrund seiner Robustheit und seiner hohen Erträge die größte Bedeutung für den Weltmarkt und wird praktisch in allen großen Produzentenländern angebaut. Auch sehr gute Ecuador-Kakaos wie der bekannte Arriba zählen zu den Edelkakaos. Trinitario-Kakaos können einen kräftigen Geschmack, eine nur leichte Säure und ausdrucksstarke Aromen hervorbringen. Ihr Anteil an der Weltproduktion beträgt jedoch weniger als 10 %. Da der Geschmack des Kakaos nicht allein von den Genen der Pflanzen, sondern auch vom Boden und den klimatischen Bedingungen abhängt, unterscheidet man neben den zahlreichen Kakaosorten den Kakao auch nach seinen Anbaugebieten.

### Genetik und Züchtung
Die University of the West Indies in Saint Augustine auf der Karibikinsel Trinidad besitzt die größte Kakao-Genbank der Welt (International Cocoa Genebank, ICG) und betreibt auf Trinidad ihre Grundlagenforschung. Neben der Erfassung von DNA-Material betreibt die Universität auch Projekte zur Rekultivierung von alten Edelkakao-Plantagen auf Tobago.
Der Schokoriegelhersteller Mars, die Forschungsabteilung des amerikanischen Landwirtschaftsministeriums und der Computerkonzern IBM gaben am 15. September 2010 bekannt, 92 % des Genoms des Kakaobohnen-Genotyps Matina 1-6 entschlüsselt zu haben. Das Genom ist auf einer Website frei zugänglich und soll zukünftig keinen Patentansprüchen unterliegen. Die Entschlüsselung soll Züchtungsfortschritte und Anbau erleichtern.

### Erzeugnisse und Teile

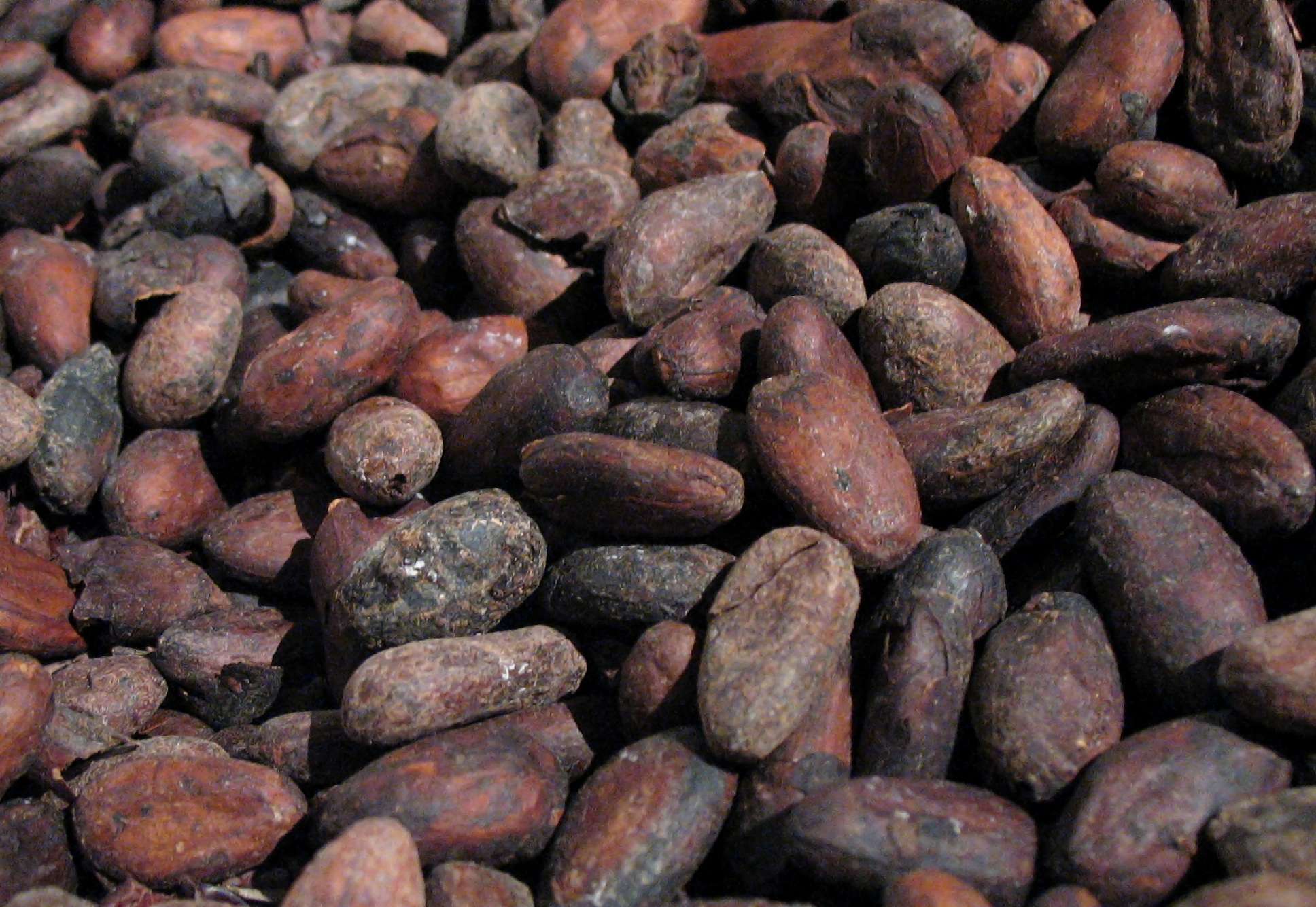
Geröstete Kakaobohnen

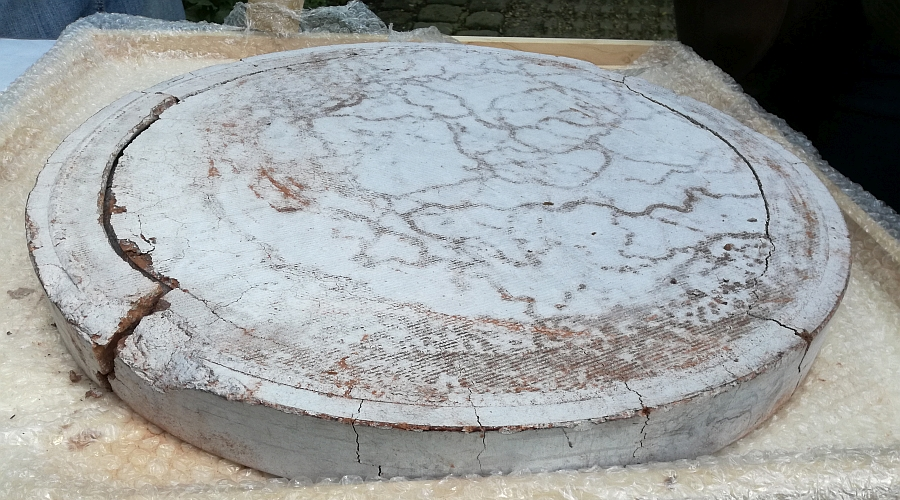
Presskuchen aus Kakao

- Kakaobohne als Produkt bezeichnet man, wenn sie roh oder geröstet, mit oder ohne Schale, Keim und innerem Häutchen sind. Eine weitere Bearbeitung erfolgt nicht.
- Kakaobohnenbruch/Kakaokernbruch bezeichnet man zerbrochene Kakaobohnen, welche dieselben Eigenschaften besitzen
- Kakaoabfall, zu diesem gehören alle Abfälle, die bei der Herstellung von Kakaopulver und Kakaobutter anfallen. Einige dieser Abfälle können nochmals zum Gewinnen von Kakaobutter verwendet werden; alle können jedoch zum Gewinnen von Theobromin eingesetzt werden. In geringen Mengen können sie auch als Zusatz für Futtermittel dienen. In gemahlenem Zustand werden sie manchmal an Stelle von Kakaopulver verwendet, dem sie im Geruch, nicht jedoch im Geschmack ähneln.
- Kakaoschale und Kakaohäutchen, die sich beim Rösten und Brechen der Bohnen lösen. Sie enthalten häufig noch schwer trennbare Kernteile. Verwendung für die Herstellung von Kakaobutter
- Kakaokeime, Produkt, das beim Entkeimen der Bohnen in besonderen Maschinen anfällt. Nur eingeschränkte Verarbeitungsmöglichkeiten, da sie kaum Fett enthalten.
- Kakaostaub, dieser fällt beim Reinigen der Schalen an. Sein Gehalt an Fett ist im Allgemeinen so hoch, dass sich dessen Gewinnung lohnt.
- Pressrückstände, insbesondere aus der Gewinnung von Kakaobutter aus Schalen oder Häutchen, die noch Kernteilchen enthalten, oder aus ganzen Kakaobohnen. Diese Rückstände enthalten Teile von Schalen und Häutchen, sie sind deshalb zum Herstellen von Kakaopulver oder Schokolade nicht verwendbar.
- Kakaomasse wird durch Vermahlen und Walzen von gerösteten und von Schalen, Häutchen und Keimen befreiten Kakaobohnen in beheizten Spezialmühlen gewonnen. Die Masse wird im Allgemeinen zu Blöcken, Broten oder Tafeln geformt. In diesem Zustand wird sie häufig unmittelbar an Süßwarenhersteller und Konditoren geliefert; sie wird jedoch hauptsächlich zum Gewinnen von Kakaobutter und Kakaopulver verwendet und bildet das Halberzeugnis für die Schokoladenindustrie.
- Kakaopresskuchen, dieser ist prinzipiell ganz oder teilweise entfettete Kakaomasse. Dieses Erzeugnis dient zum Herstellen von Kakaopulver oder Schokolade, manchmal auch zum Gewinnen von Theobromin.[1]

## Durchschnittliche Zusammensetzung
Die Zusammensetzung von Kakaobohnen schwankt naturgemäß, sowohl in Abhängigkeit von der Sorte, den Umweltbedingungen wie Boden und Klima, als auch von der Anbautechnik je nach Düngung und Pflanzenschutz.
Gehalt in Gramm je 100 g essbarem Anteil:
| Bestandteile                           | g je 100 g |
| -------------------------------------- | ---------- |
| Wasser                                 | 5–6        |
| Eiweiß                                 | 11,5–14    |
| Fett                                   | 50–60      |
| Cellulose                              | 9,0        |
| Stärke und Pentosane                   | 7,5        |
| Mineralstoffe                          | 2,6        |
| Organische Säuren und Geschmacksstoffe | 2,0        |
| Theobromin                             | 1,5        |
| Verschiedene Zucker                    | 1,0        |
| Koffein                                | 0,3        |

Kakao weist neben dem hohen Fettanteil zusätzlich eine Vielzahl verschiedener und teils wertvoller Inhaltsstoffe auf (Schätzwerte liegen bei etwa 300 verschiedenen Substanzen). Die wichtigsten sind: Anandamid, Arginin, Dopamin (Neurotransmitter), Epicatechin (Antioxidantien), Histamin, Magnesium, Serotonin (Neurotransmitter), Tryptophan (dient dem Körper u. a. als Vorstufe für Serotonin), Phenylethylamin (PEA), Polyphenole (Antioxidantien), Tyramin und Salsolinol sowie Flavonoide.
Bei Menschen können Theobromin, Serotonin und Dopamin im Allgemeinen eine stimmungsaufhellende Wirkung hervorrufen, Phenylethylamin hingegen nicht, denn dafür wird es im Körper zu schnell abgebaut. Einer direkten Einflussnahme auf die Neurotransmitter im Gehirn steht allerdings entgegen, dass beispielsweise Dopamin die Blut-Hirn-Schranke nicht überwinden kann und somit das Dopamin im Kakao keinen direkten Einfluss ausübt.
Für einige Tierarten, beispielsweise für Hunde und Katzen, kann Theobromin giftig sein (Theobrominvergiftung).
Luftdicht verpacktes Kakaopulver ist jahrelang haltbar, da die enthaltenen gesättigten Fette nicht dazu neigen, ranzig zu werden, und antioxidative Eigenschaften der fettfreien Kakaobestandteile die Oxidation durch Luftsauerstoff einschränken. Nicht luftdicht verpackter Kakao sollte trocken und kalt gelagert werden, da er hygroskopisch und ab einer relativen Luftfeuchtigkeit von 80 % durch Schimmelwachstum gefährdet ist.
Das im Kakao entdeckte Polyphenol Epicatechin sorgte aufgrund seiner gesundheitsfördernden Wirkung für Aufsehen. Harvard-Professor Norman Hollenberg schlussfolgerte aus einer Studie eine positive Wirkung auf den Menschen, da er herausgefunden hatte, dass Epicatechin das Auftreten von vier der fünf häufigsten Krankheiten der westlichen Welt (Hirnschlag, Herzinfarkt, Krebs und Diabetes) auf weniger als zehn Prozent senken könnte. Dazu verglich er die in den Totenscheinen angegebenen Todesursachen zwischen Guna Yala, einem autonomen Gebiet an der Ostküste Panamas (früher San Blas), dessen Bewohner einen sehr ausgeprägten Kakaokonsum aufweisen, und dem angrenzenden Festland von Panama über mehrere Jahre hinweg (2000–2004). Wissenschaftler sind über dieses Ergebnis allerdings geteilter Meinung.

## Einzelne gesundheitsfördernde Effekte
Kakao bildet ein komplexes Stoffgemisch aus bisher 300 bekannten, verschiedenen Bestandteilen, von denen manchen eine gesundheitsfördernde Wirkung zugeschrieben wird. Dazu zählen u. a. positive Wirkungen auf das Herz-Kreislauf-System, das Nervensystem, das lymphatische und hormonelle System und das Immunsystem. Viele dieser Befunde beruhen jedoch auf Studien mit Einzelsubstanzen bzw. Extrakten und lassen sich daher nicht verallgemeinern.
Ursprünglich wurde der positive Effekt von Kakao mit den antioxidativen Eigenschaften einiger Inhaltsstoffe des Kakaos begründet, allerdings gilt diese Vorstellung inzwischen als überholt. Eine Metaanalyse der Cochrane Collaboration zeigte, dass bestimmte Bestandteile des Kakaos, Kakao-Flavanole, eine blutdrucksenkende Wirkung haben. Die benötigten Mengen lassen sich jedoch kaum durch den Konsum von Schokolade, auch nicht durch Schokolade mit hohem Kakaoanteil, erreichen. Ein EFSA health claim hält mindestens 200 mg je Tag für erforderlich, was grob 200 g Kakaopulver entspricht. Die gesundheitlichen Aspekte des Kakaogenusses sind nach wie vor Inhalt aktueller Forschungen und noch nicht vollständig geklärt.
Ein Zusammenhang zwischen Schokoladenkonsum und Sterblichkeit wurde in mehreren Beobachtungsstudien untersucht. Eine Zusammenfassung der Studien deutet auf einen schützenden Effekt des Schokoladenkonsums hin, wobei jedoch der Wirkungsmechanismus unbekannt ist.
Spätere Studien scheinen diese Aussage zu bestätigen und geben erste Einblicke in potentielle Mechanismen und den Zusammenhang zwischen Dosis und Effekt. Auch in anderen Studien konnte die konzentrationsfördernde Wirkung von Kakao und dessen Bestandteilen nachgewiesen werden. Neurowissenschaftler zeigten etwa, dass Flavanole aus Kakaopulver die Sauerstoffversorgung des Gehirns bei suboptimaler zerebrovaskulärer Reaktivität auf CO2 und – bei hoher kognitiver Anforderung – die kognitive Leistung bei gesunden jungen Erwachsenen verbessern können.

### Allgemeines zu Anbau, Handel, Verarbeitung und Kulturgeschichte des Kakaos
- Friedel Hütz-Adams: Vom Kakaobaum bis zum Konsumenten. Die Wertschöpfungskette von Schokolade. Südwind – Institut für Ökonomie und Ökumene, Siegburg 2012, ISBN 978-3-929704-65-5.
- Laura Caso Barrera (Hrsg.): Cacao. Producción, consumo y comercio. Del período prehispánico a la actualidad en América Latina. Vervuert, Frankfurt am Main / Iberoamericana, Madrid 2016, ISBN 978-3-95487-457-6.
- Andrea Durry, Thomas Schiffer: Kakao. Speise der Götter. oekom verlag, München 2011, ISBN 978-3-86581-137-0.
- Gunther Franke, Albrecht Pfeiffer: Kakao. Ziemsen, Wittenberg 1964; Nachdruck: Westarp-Wissenschaft, Hohenwarsleben 2006, ISBN 3-89432-746-4 (behandelt vor allem den Kakaoanbau).
- Rolf Hanisch, Cord Jakobeit (Hrsg.): Der Kakaoweltmarkt. Weltmarktintegrierte Entwicklung und nationale Steuerungspolitik der Produzentenländer. Deutsches Übersee-Institut, Hamburg 1991
  - Bd. 1: Weltmarkt, Malaysia, Brasilien. ISBN 3-926953-06-3.
  - Bd. 2: Afrika. ISBN 3-926953-04-7.
- Kakao und Schokolade. Vom Kakaobaum zur Schokolade. Info-Zentrum Schokolade (IZS), Leverkusen 2004, ISBN 3-9808866-2-X.
- Helga und Ulrich Schimmel: Indianische Genussmittel, Rohstoffe und Farben. Von Konquistadoren entdeckt und von der alten Welt genutzt. Verlag Die Werkstatt, Göttingen 2009, ISBN 978-3-89533-652-2.
- Einhard Schmidt-Kallert (Red.): Zum Beispiel Kakao. Lamuv-Verlag, Göttingen, 3., aktualisierte Aufl. 1995, ISBN 978-3-88977-240-4.

### Einzelne Gesichtspunkte
- Hans-Heinrich Bass: Structural Problems of West African Cocoa Exports and Options for Improvement (PDF; 174 kB), in: African Development Perspectives Yearbook, Volume 11, 2005/06: Escaping the Primary Commodities Dilemma, Münster: Lit-Verlag 2006, S. 245–263.
- C. Heiss, P. Kleinbongard, A. Dejam, S. Perré, H. Schroeter, H. Sies, M. Kelm: Acute consumption of flavanol-rich cocoa and the reversal of endothelial dysfunction in smokers. In: Journal of the American College of Cardiology, Nr. 46 (7), 4. Oktober 2005, S. 1276–1283.
- Davide Grassi, Stefano Necozione, Cristina Lippi, Giuseppe Croce, Letizia Valeri, Paolo Pasqualetti, Giovambattista Desideri, Jeffrey B. Blumberg, Claudio Ferri: Cocoa reduces blood pressure and insulin resistance and improves endothelium-dependent vasodilation in hypertensives. In: Hypertension, Nr. 46 (2), August 2005, S. 398–405. Epub vom 18. Juli 2005.
- Ulrike Heinrich, Karin Neukam, Hagen Tronnier, Helmut Sies, Wilhelm Stahl: Long-Term Ingestion of High Flavanol Cocoa Provides Photoprotection against UV-Induced Erythema and Improves Skin Condition in Women. In: Journal of Nutrition, Nr. 136 (6), Juni 2006, S. 1565–1569.
- Adwoa Pinnamang-Tutu, Stephen E. Armah: An Empirical Investigation into the Costs and Benefits from Moving up the Supply Chain: The Case of Ghana Cocoa. In: Journal of Marketing and Management, 2 (1), 2011, S. 27–50
- Eric L. Ding, Susan M. Hutfless, Xin Ding, Saket Girotra: Chocolate and prevention of cardiovascular disease: a systematic review. In: Nutrition & Metabolism, Nr. 3: 2, 3. 2006, doi:10.1186/1743-7075-3-2, PMID 16390538, PMC 1360667 (freier Volltext).

### Belletristik
- Jorge Amado: Kakao. Roman aus dem brasilianischen Urwald. Amandus Verlag, Wien 1951.